# Пинзеник Павло Васильович
Павло Васильович Пинзеник (нар. 20 березня 1976, Ужгород, УРСР) — Народний депутат України 8-го скликання від партії «Народний фронт», перший заступник голови Комітету Верховної Ради України з питань Регламенту та організації роботи Верховної Ради України.

## Життєпис
Закінчив Ужгородський державний університет, «Правознавство» (1998).
Був завідувачем секретаріату депутатської фракції «Наша Україна — Народна Самооборона», першим заступником завідувача ВО «Батьківщина», Апарат Верховної Ради України. Член Ради Центру Разумкова.

## Парламентська діяльність
У 2012 році балотувався до Верховної Ради від ВО «Батьківщина» 126 номером у списку як безпартійний.
На виборах 2014 року обраний під номером 49 за списком партії Народний Фронт.

## Сім'я
Одружений. Має доньку та сина.